# 5408 Thé
Az 5408 Thé (ideiglenes jelöléssel 1232 T-1) a Naprendszer kisbolygóövében található aszteroida. Cornelis Johannes van Houten,  Ingrid van Houten-Groeneveld,  Tom Gehrels fedezte fel 1971. március 25-én.